# Anne-Marie Budes de Guébriant
Anne-Marie Budes de Guébriant ou Anne-Marie-Jeanne-Angélique Budes de Guébriant (27 octobre 1651 à Rennes - 16 novembre 1674, à Rennes) est une  noble bretonne.
Elle est à l'origine de la fondation de l'ancien couvent de la Retraite à Rennes. Elle était pensionnaire puis religieuse au couvent de la Visitation de Rennes.

## Biographie
Elle est la fille de Jean Budes, conseiller au Parlement, et de Jeanne Brandin de Belhair, devenue Jeanne Budes, issue d'une vieille famille de parlementaires. Elle est la petite-nièce du neveu du maréchal de Guébriant. Sa mère devenue veuve très jeune, confia Anne-Marie âgée de 5 ans au couvent de la Visitation comme pensionnaire, pour qu'elle y soit éduquée.
Il est dit d'elle qu'« au moment des projets de mariage, elle eut la vision d'un ange venant du ciel percer son cœur que Dieu voulait se réserver. »
Elle avait le projet d'établir un Institut pour l'instruction des filles pauvres. Mais craignant de mourir avant d'avoir pu la fonder, elle légua par testament des sommes pour fonder un couvent de la Retraite. Selon dom Morice, l'objectif était d'accueillir les calvinistes converties pour les instruire et les abriter. Anne-Marie tomba malade, et la mère supérieure du couvent de la Visitation accepta de la laisser prononcer ses vœux. Anne-Marie Budes de Guébriant mourut deux jours plus tard au monastère du Colombier, à l'âge de 23 ans en présence de sa mère.

## Fondation posthume du couvent
Anne-Marie Budes avait fondé le couvent par testament. C'est sa mère, madame Budes, qui deux ans plus tard (en 1676) concrétisa la fondation de sa fille en édifiant ce couvent, souvent appelé « petit séminaire » de Rennes,. Elle fonda en même temps les petites écoles de l'association des « Filles de la Sainte Vierge », dites « les Dames Budes »,, du nom de leur fondatrice, Jeanne Budes. L'association eut comme vocation l'éducation et l'encadrement de femmes. Une lettre patente de Louis xiv l'approuve en 1678. Il s'y joignait l'œuvre des retraites féminines, d'où leur autre nom de dames de la Retraite. Les jésuites y assurèrent d'abord les prédications, mais furent remplacés à partir de 1698 par les eudistes qui dirigèrent le petit séminaire, prenant la succession de Julien Bellier (prêtre qui influença notamment Louis-Marie Grignion de Montfort et Claude Poullart des Places). Des prêtres de la ville étaient aussi désignés pour donner des instructions : l'abbé Boursoul avait été directeur ecclésiastique de la maison. Adelaïde de Cicé y suivit plusieurs retraites.
Madame Budes, mère de Anne-Marie, se donna à l'établissement de la communauté de la Retraite. Elle fit édifier une chapelle en 1682. C'est cette même année que les Filles de la Sainte Vierge s'installèrent dans une maison de la rue de Toussaints. Un portrait en l'hommage de la bienfaitrice madame Budes est classé monument historique et porte en mention sa date de décès : 1683,.
« La fondation porte également la marque d’une spiritualité centrée sur l’amour divin et commune à François de Sales et aux jésuites : en témoignent les trois tableaux du XVIIe siècle conservés dans la chapelle de la Retraite de la rue Saint-Hélier, en particulier celui d’Anne-Marie Budes sur son lit de mort. [...] Les Dames Budes ne portent pas non plus de costume religieux : leurs statuts prescrivent des habits « comme ceux des plus modestes du siècle, samblables les uns aux autres », proches sans doute de la tenue noire de Mme Budes sur le portrait de la Retraite. » Elles ne vivent pas en clôture.
Les religieuses quittent en 1760 l'ancien couvent qui était rue du Pré-Botté, près de la place des Ponts-Neufs qui est frappée par l'alignement de la ville selon le plan de Robelin, pour un établissement neuf, construit en 1758 sur un terrain de la rue Saint-Hélier que la ville leur offrait en compensation. Elles en seront expulsées en 1792. Après le départ des religieuses, l'édifice est transformé en filature puis en dépôt de mendicité et de prostituées entre 1792 et 1825. Elles se réinstallèrent vers 1821.
Le couvent de la Retraite est à l'origine de la Fraternité Notre-Dame de Rennes. Cette Fraternité fusionne en 1989 (décret émis le 14 mars 1990) avec l'institut appelé "sœurs du Sacré-Cœur de Jésus". L'édifice abrite de nos jours une clinique et une maison de retraite, et la fondation religieuse, rattachée aux sœurs du Sacré-Cœur de Jésus, n'en occupe qu'une petite partie.

### Portraits d'Anne-Marie Budes
En 1890, une supérieure de la communauté de la Retraite découvre une circulaire racontant la vie d'Anne-Marie Budes, ainsi que 3 tableaux qui avaient été roulés au moment de l'expulsion du couvent un siècle plus tôt (un qui représente Jeanne Budes, mère de Anne-Marie, et deux qui représentent Anne-Marie). Elle les fait restaurer et entreprend de retrouver le corps de la sœur Anne-Marie. Son corps est désormais enterré dans la chapelle de la rue Saint-Hélier.
Deux tableaux venant de l'ancien couvent de la Retraite de Rennes (de nos jours clinique Saint-Hélier) représentant Anne-marie sont inscrits "Monuments historiques" dans la base Palissy :
- « Portrait de Sœur Anne-Marie de Guébriant, allongée sur son lit de mort », notice no PM35000999, sur la plateforme ouverte du patrimoine, base Palissy, ministère français de la Culture ;
- « Portrait en pied de sœur Anne-Marie Budes de Guébriant », notice no PM35001000, sur la plateforme ouverte du patrimoine, base Palissy, ministère français de la Culture.

Voire les photographies de ces tableaux (et le troisième : “Jeanne Brandin, douairière de Budes” inscrit "Monument historique") p.88 de cet article de Georges Provost.

### Lien(s) externe(s)
- Couvent des Dames Budes, dit séminaire des Filles de la Sainte-Vierge ou des Dames de la retraite